# جينجا (ماركي)
جينجا هي بلدية ومدينة تابعة لمقاطعة أنكونة في إقليم ماركي الإيطالي، تقع جينجا على ضفاف نهر سينتينو على بعد حوالي 7 كيلومترات في اتجاه مجرى النهر وشرق ساسوفيراتو و12 كيلومترًا شمال فابريانو.
تشتهر المدينة بأنها موطن الأجداد لعائلة ديلا جينجا النبيلة، وأشهر أفرادها البابا ليون الثاني عشر.

## معالم
توجد بهذه المدينة عدة معالم سياحية منها على سبيل المثال
- كهوف دي فراساسي وهي عبارة عن نظام الكهوف الكارستية الأكثر شهرة في إظهار الكهوف في إيطاليا
- الدير الرومانسكي في سان فيتوري الا جيوس (القرن الحادي عشر).
- الجسر الروماني في نفس القرية، على بعد حوالي 8 كيلومترات جنوب شرق المدينة.
- متحف كنيسة سان كليمنتي. يضم لوحة ثلاثية وراية من القرن الخامس عشر من تصميم أنطونيو دا فابريانو  [لغات أخرى]‏.
- متحف سبيالو بالاينوتولوجك بما في ذلك الحفرية الشهيرة للإكثيوصور المعروف باسم جينجاسورس وجدت في المنطقة في عام 1976.

تعد كهوف فراساسي، التي تقع على بعد حوالي 5 كيلومترات من الجنوب إلى الجنوب الشرقي، من بين أكثر الأشياء الطبيعية زيارة في وسط إيطاليا.